# Kafala
Kafala of het Kafalasysteem (Arabisch: نظام الكفالة, niẓām al-kafāla betekent "sponsorschap") is een juridisch systeem waaronder gastarbeiders werken in Arabische landen als Libanon, Saoedi-Arabië, Jordanië en de Golfstaten. Onder het systeem moeten alle ongeschoolde gastarbeiders een 'sponsor' hebben, meestal hun werkgever. Deze werkgever is verantwoordelijk voor de gastarbeider en de gastarbeiders hebben zelf nauwelijks rechten. 
Kafala krijgt vanuit het Westen regelmatig kritiek omdat het aan kan zetten tot uitbuiting en misbruik. De organisatie van het WK voetbal 2022, wat in Qatar werd gehouden, en de FIFA, kregen kritiek omdat veel gastarbeiders onder zeer zware omstandigheden moeten werken aan de bouw van de infrastructuur zoals stadions en hotels. Het kafalasysteem is in 2020 officieel afgeschaft maar bestaat nog in praktijk.
Ook huishoudelijke hulpen, veelal vrouwen, vallen onder dit systeem. Door de economische crisis als gevolg van de coronapandemie in 2020 kwamen heel wat onder hen in Libanon zonder middelen op straat te staan.